# Banca di Lettonia
La banca di Lettonia è la banca centrale della Lettonia. La moneta ufficiale dello stato è l'euro. Fino al 1º gennaio 2014 la valuta era il lats lettone.

## Storia
La Repubblica di Lettonia si dichiarò indipendente il 18 novembre 1918. Uno dei primi compiti dello Stato fu quello di determinare le basi del sistema finanziario e della moneta del Paese. Il 7 settembre 1922 l'Assemblea Costituente approvò una legge provvisoria sulla banca centrale che, tra le altre cose, conferì alla Latvijas Banka il diritto di emettere la moneta nazionale. Nello stesso anno venne introdotto il lats lettone. Sostituì il rublo lettone: 50 rubli equivalevano a un lat. La legge definitiva sulla Banca centrale fu adottata dal Saeima il 24 aprile 1923 e firmata dal presidente Jānis Čakste il 2 luglio dello stesso anno.
Durante la prima occupazione sovietica della Lettonia, a partire dal 17 giugno 1940, le banche private del paese furono nazionalizzate sotto l'egida della Latvijas Banka, prima del suo scioglimento il 10 ottobre 1940. Le sue funzioni furono assunte da un ufficio repubblicano della banca centrale sovietica, la [Gosudarstvenny bank SSSR. Durante l'occupazione tedesca provvisoria della Lettonia, dal 1941 al 1945, la Latvijas Banka riuscì a riprendere le sue operazioni su base limitata; le fu negato il diritto di emettere moneta.
Con la riconquista dell'indipendenza, venne ripristinata la Banca centrale della Repubblica di Lettonia e fu reintrodotto il lat. Il 1° gennaio 2014 è stata sostituita dall'euro come moneta nazionale.
Oltre alla sede centrale di Riga, la banca ha tre filiali a Daugavpils, Rēzekne e Liepāja.